# Státní univerzita v Tetovu
Státní univerzita v Tetovu (makedonsky: Државен Универзитет во Тетово; albánsky: Universiteti i Tetovës) je veřejná univerzita v Severní Makedonii. Byla založena dne 17. prosince 1994 jako první vysoká škola vyučující v albánštině na území Severní Makedonie. Za státní univerzitu byla uznána vládou v lednu roku 2004. Kurzy a výuka probíhají primárně v albánštině, dále pak v makedonštině a v angličtině. V akademickém roce 2018/19 navštěvovalo univerzitu celkem 7 097 studentů.

## Historie
Státní univerzita v Tetovu byla založena 17. prosince 1994 díky iniciativě od Albánské kulturní komunity Severní Makedonie. První výuka se uskutečnila 16.–17. února 1995 v Poroji a Golemo Rečici.

## Fakulty
Na univerzitě se nachází celkem 11 fakult:
- Ekonomická fakulta
- Právnická fakulta
- Fakulta aplikovaných věd
- Umělecká fakulta
- Filozofická fakulta
- Filologická fakulta
- Medicínská fakulta
- Matematicko-fyzikální fakulta
- Fakulta potravinářské technologie
- Sportovní fakulta
- Podnikohospodářská fakulta
- Zemědělská fakulta
- Pedagogická fakulta